# The Chaucer Review

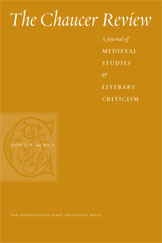

The Chaucer Review: A Journal of Medieval Studies and Literary Criticism is een wetenschappelijk tijdschrift, gepubliceerd door de Penn State University Press. Opgericht in 1966 door Robert W. Frank Jr. en Edmund Reiss, fungeert The Chaucer Review als een forum voor de presentatie en discussie van onderzoek en concepten over Geoffrey Chaucer en de literatuur van de middeleeuwen. Het tijdschrift publiceert taalstudies, artikelen met sociale en politieke context, en richt zich ook op de esthetiek en de betekenis van Chaucers poëzie. Daarnaast worden ook artikelen opgenomen over middeleeuwse literatuur, filosofie, theologie en mythografie die relevant zijn voor bestudering van de dichter en zijn tijdgenoten, voorgangers en publiek.
The Chaucer Review wordt sinds 1982 uitgegeven door Susanna Fein (Kent State University) en David Raybin (Eastern Illinois University). Er verschijnen vier nummers per jaar: in januari, april, juli en oktober, die  worden gedistribueerd door de Johns Hopkins University Press.